# Eduardo Dato e Iradier
Eduardo Dato Iradier (La Corunya, 12 d'agost de 1856 – Madrid, 8 de març de 1921) fou un advocat i polític conservador espanyol, va ser ministre el 1899, 1902 i 1918 i president del govern espanyol el 1913-1915, 1917 i 1920-1921.

## Vida política
Nascut a La Corunya, es va traslladar a Madrid molt jove juntament amb la seva família. Va estudiar en la Universitat Complutense de Madrid i en 1875, amb 19 anys, es va llicenciar en Dret Civil i Canònic. Va viatjar per l'estranger, el que li va proporcionar una àmplia cultura i el coneixement d'altres llengües. Aviat va adquirir prestigi com advocat, pels seus dots oratoris, La reputació professional del seu bufet madrileny li va obrir les portes a l'alta política, adscrit des de molt jove al Partit liberal-conservador d'Antonio Cánovas del Castillo.
Fou elegit diputat a Corts en l'última legislatura del regnat d'Alfons XII. A la mort del rei, es va unir a les posicions de Romero Robledo, que estava en desacord amb la cessió de poder que Cánovas, el cap del partit, va fer als líders mitjançant el sistema de torns. La discussió d'aquest assumpte en les Corts va ocasionar la ruptura entre Cánovas i Francisco Silvela i la dissidència de Dato i d'un important sector del partit. Mort Cánovas i liquidat el Govern de Sagasta que va precedir al Desastre de 1898, Dato va ocupar la cartera de Governació en el Gabinet «regeneracionista» presidit per Silvela (1899-1900). Des del seu ministeri va començar a donar forma a la primera legislació laboral programada per la Restauració. El 1902 va figurar com a ministre de Gràcia i Justícia en el gabinet Silvela que va dur a les Corts la Llei de Bases de l'Administració Local. Amb Antoni Maura i Montaner com a capdavanter del partit, durant el seu govern de 1907-1909, Dato no va ocupar carteres ministerials però va ocupar certs llocs d'importància com l'ajuntament de Madrid i la presidència de les Corts. Després de l'Atemptat contra José Canalejas i esgotat el mandat liberal del Comte de Romanones (1912), Dato va acceptar l'encàrrec del rei Alfons XIII de formar govern enfront de Maura, que havia posat condicions. Des de llavors el partit es va escindir entre els "idonis" (el grup majoritari del partit) i els "mauristes", més radicals en els seus plantejaments.

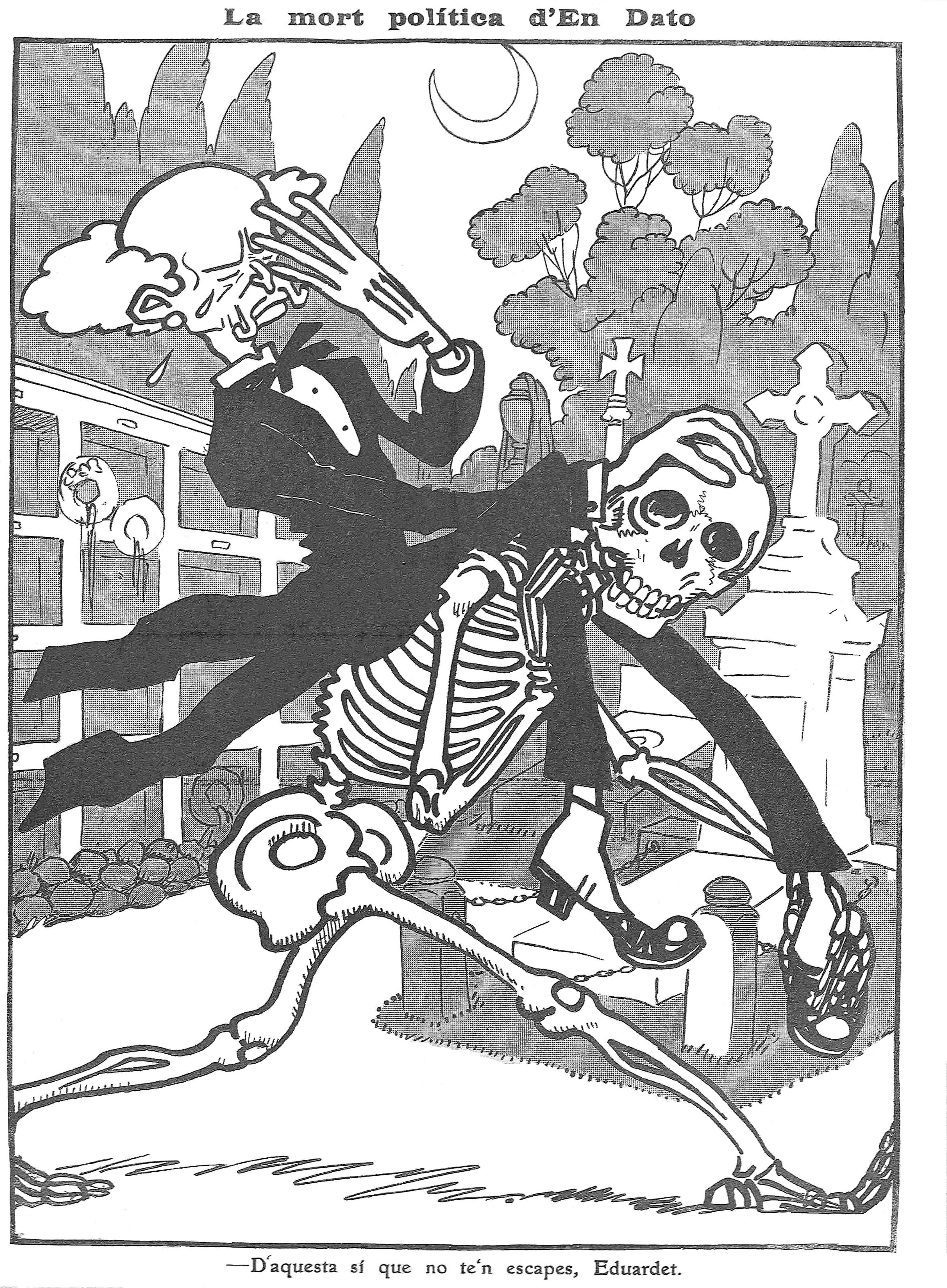
Dibuix satíric que pretenia il·lustrar la mort política de Dato (tret de la Campana de Gràcia del 3 de novembre de 1917)

Durant el seu mandat com a president del govern, Dato va saber mantenir a Espanya en una posició de neutralitat durant els anys que va durar la Primera Guerra Mundial, una posició àmpliament compartida pels partits polítics, a pesar de la divisió que es va formar en les elits del país entre els denominats «germanòfils» i els partidaris dels aliats. En política interior, va acceptar el govern autonomista de la Mancomunitat catalana. Després del bienni liberal de 1915 a 1917, va tornar al poder quan es van començar a notar els primers signes de recessió després de la bonança dels anys de la guerra. Dato va legalitzar les Juntes Militars que es van formar com reflex del sindicalisme que estava impregnant la societat de l'època i va haver de plantar cara a la greu agitació política i sindical de la immediata postguerra. A Barcelona, al mateix temps que es reunia l'Assemblea de Parlamentaris convocada per Francesc Cambó, esclatava la vaga general revolucionària amb el suport dels dos grans sindicats. Davant una crisi social d'aquesta magnitud, Dato no va dubtar a utilitzar l'exèrcit, que tenia de la seva mà, per a sufocar la vaga. El 1918 Dato va tornar a ocupar la cartera d'Estat en el gabinet de concentració nacional presidit per Maura. En els anys encara crítics de la postguerra, va presidir el govern de 1921 quan l'ambient a Barcelona entre patronal i centrals sindicals es feia més insuportable. El seu suport a la repressió de la subversió social i el moviment obrer i a l'anomenada Llei de fugues el van convertir en blanc dels grups d'acció anarquistes, que responien al pistolerisme patronal i les execucions policials de sindicalistes. Fou abatut per més de 20 trets el 8 de març de 1921 en un atemptat perpetrat per tres anarquistes catalans des d'un sidecar en marxa a la Porta d'Alcalà de Madrid (Pere Mateu, Ramon Casanellas i Lluís Nicolau). Era el segon magnicidi d'un president de govern espanyol en poc més d'una dècada (el 1912 havia estat assassinat Canalejas).

## Obra i ideologia
Com a jurisconsult va ser director de la Revista General de Legislación y Jurisprudencia. La nota fonamental de la seva carrera política va ser la fermesa de les seves conviccions (però flexible i correcte, com tot bon polític), la seva lleialtat a la Restauració borbònica i el seu defensa de la llei per sobre de tot intent d'imposició violenta, malgrat ser perfectament conscient que podria costar-li la vida, com va succeir finalment. Iniciador de reformes socials, es va preocupar pel treball femení i infantil. Va ser el creador del Ministeri de Treball, legislant sobre els accidents en el treball i sobre l'ascens en la magistratura per antiguitat.

## Distincions
Dato fou membre de la Reial Acadèmia de Ciències Morals i Polítiques des de 1910 i va ser membre permanent del Tribunal Internacional de la Haia, del que va arribar a ser escollit Vicepresident el 1913. També va rebre les següents condecoracions: el collaret de l'Ordre de Carlos III i la Creu de Sant Gregori Magne i Cast de Portugal. El Rei li va concedir a títol pòstum el Ducat de Dato a la seva filla i hereva.